# آلباتروس سرگردان
آلباتروس سرگردان (نام علمی: Diomedea xulans) نام یک گونه از تیره آلباتروس است. زیستگاه این پرنده اقیانوس منجمد جنوبی است.
آلباتروس پرنده‌ای بزرگ جثه و با بال‌های بسیار قوی است؛ زیستگاه این پرنده گالاپاگوس است. آلباتروس بیشتر عمرش را در حال پرواز است و فقط برای غذا خوردن و جفت‌گیری به گالاپاگوس بازمی‌گردد.
بال‌های آلباتروس آن‌قدر قوی است که می‌تواند مدت زیادی بدون بال زدن پرواز کند.
در تمام عمرش یک جفت برای خود انتخاب می‌کند و تا انتهای زندگی‌اش با همان جفت سر می‌کند و اگر جفتش زودتر بمیرد یا او را ترک نماید؛ آلباتروس هیچ‌گاه جفت دیگری انتخاب نمی‌کند و بقیه عمرش را تنها سپری می‌کند.